# Archives notariales en France
Les archives notariales sont l’ensemble des archives produites par les notaires et tabellions. Elles permettent notamment l’étude des lignages, de la transmission de leurs biens et l’évolution cadastrale des terroirs et habitats.
Les lignages nobles et chevaleresque étant plus anciennement connus par les chartriers et les cartulaires des abbayes et collégiales, les archives notariales permettent surtout l’étude des lignages de la bourgeoisie à partir des XIVe – XVe siècles, puis plus tardivement, selon l’état des collections conservées, de la paysannerie.
Dans tous les cas, les notaires (et anciennement les tabellions) sont des officiers dont les documents sont considérés comme officiels. Lorsqu’ils sont des officiers chargés d’une délégation d’un droit régalien de l’État, leurs archives sont considérées comme des archives publiques.

## Actes notariés
Un acte notarié est un document rédigé par un notaire à la demande de son client. De par sa nature d’officier public, le notaire, en respectant certaines formes et normes, lui confère un caractère officiel d’authenticité : on parle alors d’acte authentique. Ce caractère officiel d’authenticité lui est intrinsèque et justifie dès son élaboration le souci de le conserver à travers les âges pour lui permettre de soutenir les droits et devoirs des parties, ayants droit et signataires.
Cependant, les offices de notaires et de tabellions conservent généralement des minutes, c’est-à-dire des actes originaux. Les copies délivrées aux parties sont appelées grosses ou expéditions.
L’étude notariale (ou anciennement les sièges de tabellionages) doit conserver ses archives. Cette formalité ayant semblé essentielle depuis longtemps, il arrive que certains fonds puissent remonter à plusieurs siècles, mais rarement sans lacune.
La typologie des actes est très variée, selon qu’elle concerne des déclarations sur les biens, des mutations ou des baux. La plupart des actes étaient autrefois rédigés selon un « formulaire » reprenant des tournures précises qui permettaient de bien écrire les droits des parties, sans rien omettre. 
Déclarations sur les biens :
- testament
- contrat de mariage
- douaire
- donation (et donation-partage)
- legs
- inventaire après décès
- procuration

Mutations :
- vente
- partage
- licitation
- retrait lignager
- marché

Baux :
- fermage
- métayage
- location
- fieffe
- fiefferme
- bail à rente
- bail commercial
- bail à construction

Le caractère authentique de l’acte est garanti par la signature (ou seing) de l’officier notarial, et soumis au paiement de droits divers au profit de l’autorité de tutelle (État, Église, seigneur) selon les lieux et les époques.
Noter que certains de ses actes peuvent être conclus sous seing privé, c’est-à-dire sans l’authentification de l’officier notarial.
Selon la législation des pays, le délai de versement aux archives d’État sont variables.

## Conservation et communication
En France, les archives notariales sont une des sources principales pour les recherches généalogiques. Elles sont également une mine précieuse pour l'histoire locale.
Les minutes notariales ont le caractère d'archives publiques, au sens du code du patrimoine, et doivent être versées, à ce titre, aux archives départementales ou aux Archives nationales.
En mars 1693, le contrôle des actes de notaires est instauré par un édit. C’est une mesure fiscale qui fait obligation aux notaires d'acquitter un droit pour faire enregistrer, et donc authentifier, chacun de leurs actes auprès des bureaux du contrôle des actes.
Le dépôt des papiers publics des colonies est créé en juin 1776 par un édit royal [modifié par le décret du 21 avril 1912, et abrogés (édit royal et décret) par le décret no 2011-2044 du 29 décembre 2011], et organisé auprès du bureau des archives de la Marine et des Colonies, il est chargé de conserver au niveau de l’administration centrale sous forme d’expéditions légales ou authentiques, de copies et doubles minutes les actes les plus importants rédigés dans les colonies et pouvant garantir les droits des personnes et la sûreté de l’État, parmi lesquels les actes notariés. Il resta à Versailles jusqu’en 1837.
La Révolution française créée l’obligation, en 1790, de déposer dans les nouvelles archives départementales (dépôt central) les archives notariales antérieures au 1er janvier 1790. Dans la réalité, il fallut parfois attendre le XXe siècle pour que les plus anciens fonds soient déposés. Toutefois, on assiste à la même époque à des destructions d’actes, lors des mouvements de population cherchant à détruire les traces écrites des devoirs seigneuriaux et devoirs féodaux. 
Toutefois, une loi du 25 ventôse an XI fait obligation aux notaires de conserver les minutes qu’ils détiennent, ainsi que celles qu’ils rédigeront.
Au cours du XIXe siècle, les archives notariales versées au dépôt départemental sont classées dans la série E. En raison des différences qui existent parfois entre le découpage des départements et les limites des anciennes juridictions, certains actes en rapport avec des communes limitrophes sont à chercher dans d’autres archives départementales.
La loi du 14 mars 1928 autorise les notaires à déposer dans les services d'archives publics leurs minutes ayant plus de 125 ans d’âge. Cette faculté de versement est devenue une obligation avec la loi de 1979, qui définit les minutes et répertoires des officiers publics et ministériels comme des archives publiques (et leur applique donc la législation qui s'y rapporte). Le délai de versement s'appliquait aux documents communicables, c'est-à-dire aux documents de plus de 100 ans. Le délai de communicabilité des minutes et répertoires des officiers publics et ministériels ayant été ramené à 75 ans par la loi du 15 juillet 2008 sur les archives, modifiant le livre II du code du patrimoine, le délai de versement est passé à 75 ans (code du patrimoine, article R 212-15).
Des réserves subsistent toutefois pour la communication des actes de moins de 100 ans concernant des mineurs